# Everyday (chanson de Buddy Holly)
Pour les articles homonymes, voir Everyday.
Everyday est une chanson de Buddy Holly et son groupe Les Crickets.
Initialement publiée sur la face B du single Peggy Sue sorti (sous le label Coral Records) en septembre 1957, la chanson sera aussi incluse dans l'album Buddy Holly sorti aux États-Unis en février 1958.
En 2004, Rolling Stone a classé cette chanson, dans la version originale de Buddy Holly et les Crickets, 236e sur la liste des « 500 plus grandes chansons de tous les temps ». (En 2010, le magazine rock américain a mis à jour sa liste, maintenant la chanson est 238e.)

## Composition
La chanson a été écrite et composée par Charles Hardin (alias Buddy Holly) et Norman Petty. L'enregistrement de Buddy Holly et les Crickets a été produit par Norman Petty.

## Version de John Denver
Le chanteur américain John Denver a repris cette chanson sur son album Aerie paru en 1971. Sa version a également été publiée en single (en 1972).